# Herati (Dialekt)
Herati (Persisch: هراتی) ist ein persischer Dialekt, der von den Persern und Tadschiken in der afghanischen Stadt Herat und der Umgebung gesprochen wird. 

## Klassifikation
Linguistisch gesehen gehört Herati zu den Chorasan-Dialekten, zusammen mit den Dialekten von Mashhad, Nischapur, Torbat-e Heidarije und Torbat-e Dscham. Politisch gesehen wird Herati als Dialekt von Dari gesehen. Perser bzw. Tadschiken aus Herat, Teheran und Kabul können sich ohne Probleme verständigen. 
Linguistische Klassifikation:
- Persische Sprache
  - Chorasan-Dialekte
    - Herati und andere (Mashhadi, Neyshaburi...)

Politische Klassifikation:
- Persische Sprache
  - Dari
    - Herati und andere (Kabuli, Mazari, Ghazni...)

In der Umgebung von Herat werden auch weitere Persische Dialekte gesprochen (Aimaq, Hazaragi), die nicht zur Chorasan-Gruppe gehören. 

## Vokabular und Aussprache
Das Vokabular ist fast identisch mit dem standardpersischen Vokabular, wobei es weniger arabische Lehnwörter, dafür aber etwas mehr turksprachige Lehnwörter gibt. Der Vokal o wird au ausgesprochen. Die standardpersische Endung -eh wird im Herati Dialekt, anders als im Rest des Landes, auch so beibehalten und nicht als -a ausgesprochen. 